# CS Blejoi
Clubul Sportiv Blejoi, cunoscut ca CS Blejoi, este un club românesc de fotbal din comuna Blejoi, județul Prahova. Clubul a fost fondat în 2008, și în prezent evoluează în Liga a III-a.

## Istoric
CS Blejoi a fost fondat în 2008 și a început în Liga C – Prahova, al șaselea eșalon al sistemului competițional din fotbalul românesc și al treilea nivel din structura județeană, reușind promovarea în eșalonul secund județean la finalul sezonului 2008–09, sub conducerea antrenorului Constantin Ioniță.
După ce a evoluat timp de două sezoane în Liga a V-a, în 2011 clubul a preluat locul formației Intersport Filipeștii de Târg, nou-promovată în Liga a IV-a – Prahova, și a fost redenumit Vispești Blejoi, după numele sponsorului principal. Aurel Panait a preluat funcția de antrenor principal pentru sezonul 2011–12, conducând echipa în primele unsprezece etape, după care, în octombrie 2011, a fost înlocuit de fostul tehnician de prim eșalon, Victor Roșca. Acesta a reușit să ducă echipa pe locul secund în campionat și să câștige faza județeană a Cupei României, cu un lot alcătuit din jucători precum B. Manea, Năescu, Al. Popa, Ad. Ioniță, B. Onuț (cpt), Nincă, Secrețeanu, Bridinel, Cr. Vlad, V. Răducanu, Sterie, Al. Simion, R. Catană, I. Radu, Fl. Gheorghe, O. Gheorghe și D. Nae.
În sezonul 2018–19, CS Blejoi, antrenată de Răzvan Vlad, a câștigat Liga a IV-a Prahova și a reușit să promoveze în Liga a III-a după ce a învins-o în barajul pentru promovare pe CS Mihai Bravu, campioana Ligii a IV-a Giurgiu, 9–1 scor general (3–0 la Mihai Bravu și 6–1 la Blejoi).
În sezonul 2022-23, CS Blejoi a terminat pe primul loc în seria a cincea a ligi a treia. Și a jucat baraj-ul semmifinal de promovare în Liga a II-a cu Viitorul Daești. CS Blejoi, a ratat calificarea în finala barajului de promovare în Liga a II-a, După ce a câștigat în tur cu 4-3.

## Palmares
Liga a III-a
- Campioană (1): 2022–23

Liga a IV-a Prahova
- Câștigătoare (2): 2017–18, 2018–19
- Vicecampioană (4): 2011–12, 2014–15, 2015–16, 2016-17

Cupa României – județul Prahova
- Câștigătoare (2): 2011–12, 2018–19
- Finalistă (1): 2017–18

## Parcursul competițional
| Sezon   | Nivel | Divizie                      | Loc   | Note      | Cupa României |
| ------- | ----- | ---------------------------- | ----- | --------- | ------------- |
| 2024–25 | 3     | Liga a III-a (Seria a V-a)   | TBD   |           | Turul trei    |
| 2023–24 | 3     | Liga a III-a (Seria a IV-a)  | 3     |           | Turul trei    |
| 2022–23 | 3     | Liga a III-a (Seria a V-a)   | 1 (C) |           |               |
| 2021–22 | 3     | Liga a III-a (Seria a V-a)   | 5     |           |               |
| 2020–21 | 3     | Liga a III-a (Seria a V-a)   | 3     |           |               |
| 2019–20 | 3     | Liga a III-a (Seria a III-a) | 8     |           |               |
| 2018–19 | 4     | Liga a IV-a (PH)             | 1 (C) | Promovată |               |

| Sezon   | Nivel | Divizie          | Loc   | Note | Cupa României |
| ------- | ----- | ---------------- | ----- | ---- | ------------- |
| 2017–18 | 4     | Liga a IV-a (PH) | 1 (C) |      |               |
| 2016–17 | 4     | Liga a IV-a (PH) | 2     |      |               |
| 2015–16 | 4     | Liga a IV-a (PH) | 2     |      |               |
| 2014–15 | 4     | Liga a IV-a (PH) | 2     |      |               |
| 2013–14 | 4     | Liga a IV-a (PH) | 10    |      |               |
| 2012–13 | 4     | Liga a IV-a (PH) | 5     |      |               |
| 2011–12 | 4     | Liga a IV-a (PH) | 2     |      |               |

## Jucători

### Lot
La 10 septembrie 2024.
| Nr. |         | Poziție | Jucător                                     |
| --- | ------- | ------- | ------------------------------------------- |
| 1   | România | P       | Eduard Berbeacă (împrumutat de la Petrolul) |
| 2   | România | F       | Călin Piscan                                |
| 3   | România | F       | Ovidiu Costache                             |
| 4   | România | F       | Andrei Șerban                               |
| 7   | România | A       | Sebastian Bălașa                            |
| 8   | România | M       | Dragoș Mănescu                              |
| 9   | România | A       | Robert Tudor                                |
| 10  | România | M       | Mihai Nițescu                               |
| 11  | România | M       | Cristian Ionescu                            |
| 12  | România | P       | Paul Cernat                                 |
| 14  | România | M       | Mihai Constantinescu                        |

| Nr. |         | Poziție | Jucător                                    |
| --- | ------- | ------- | ------------------------------------------ |
| 15  | România | M       | Sebastian Toma                             |
| 16  | România | M       | Valentin Toroiman                          |
| 17  | România | A       | Răzvan Șchiopu                             |
| 18  | România | M       | David Popenciu                             |
| 19  | România | A       | Mihai Tudor                                |
| 20  | România | M       | Iulian Drăgoi                              |
| 21  | România | M       | Bogdan Dima (Captain)                      |
| 24  | România | F       | Vlad Tudorache ( U Cluj)                   |
| 25  | România | A       | Sebastian Guiu (împrumutat de la Petrolul) |
| 30  | România | M       | Nicolae Răducea                            |
| 33  | România | P       | Mihai Cotolan                              |

### Jucători loan plecați
| Nr. |  | Poziție | Jucător |
| --- |  | ------- | ------- |

| Nr. |  | Poziție | Jucător |
| --- |  | ------- | ------- |